# Эгисф (опера)
«Эгисф» (итал. L’Egisto; Aegisthus) — опера (favola dramatica musicale) Франческо Кавалли с прологом в трёх действиях. Автор либретто на итальянском языке — Джованни Фаустини, «Эгисф» был его второй совместной работой с Кавалли после оперы «Каллисто».

## История создания. Первые постановки
Опера была впервые исполнена в Венеции в театре Сан Кассиано в 1643 году и имела успех. Впоследствии ставилась: в Генуе (1645); во французском посольстве в Риме, во Флоренции и Париже (все — 1646); в Болонье (1647); в Ферраре (1648); в Бергамо и Болонье (1659); в Палермо (1661); во Флоренции и Модене (1667).
Партитура «Эгисфа» (выполненная писцом, с отдельными частями, написанными самим Кавалли) хранится в коллекции Контарини. Второй экземпляр, возможно, выполненный учеником Кавалли, находится в Библиотеке Палатина.

## Роли и исполнители
| Персонаж                                                         | Голос      | Премьера, 1643 (вероятно, 1 сентября) (Дирижёр: - ) | Возобновление, 1 августа 1974 (Дирижёр: Рэймонд Леппард) | Голос (в редакции Леппарда) |
| ---------------------------------------------------------------- | ---------- | --------------------------------------------------- | -------------------------------------------------------- | --------------------------- |
| Лидио, влюблён в Клори                                           | альт       |                                                     |                                                          | контратенор (или баритон)   |
| Эгисф, потомок Аполлона, влюблён в Клори                         | тенор      |                                                     |                                                          | тенор                       |
| Иппарх, принц Закинфа                                            | тенор      |                                                     |                                                          | баритон                     |
| Аполлон                                                          | альт       |                                                     |                                                          | баритон                     |
| Клори, влюблена в Лидио                                          | сопрано    |                                                     |                                                          | сопрано                     |
| Климена, сестра Иппарха, влюблена в Лидио                        | сопрано    |                                                     |                                                          | меццо-сопрано               |
| Дема, няня Иппарха                                               | альт       |                                                     |                                                          | тенор (травести-роль)       |
| Волупия, богиня удовольствия                                     | сопрано    |                                                     |                                                          | меццо-сопрано               |
| Белецца, богиня юности                                           | сопрано    |                                                     |                                                          | сопрано                     |
| Амур, бог любви                                                  | сопрано    |                                                     |                                                          | меццо-сопрано               |
| Семела, героиня, умершая от любви                                | сопрано    |                                                     |                                                          | сопрано                     |
| Дидона, героиня, умершая от любви                                | контральто |                                                     |                                                          | меццо-сопрано               |
| Федра, героиня, умершая от любви                                 | сопрано    |                                                     |                                                          | сопрано                     |
| Геро, героиня, умершая от любви                                  | сопрано    |                                                     |                                                          | сопрано                     |
| Кинеа, раб Гиппарха                                              | тенор      |                                                     |                                                          |                             |
| Аврора                                                           | сопрано    |                                                     |                                                          | сопрано                     |
| Ночь                                                             | контральто |                                                     |                                                          | баритон                     |
| Венера, богиня любви                                             | сопрано    |                                                     |                                                          | сопрано                     |
| Четыре Оры (богини времён года и часов), сопровождающие Аполлона |            |                                                     |                                                          | четыре сопрано              |

## Оркестр
Состав, указанный в редакции партитуры Леппарда:
За сценой
- две флейты;
- два гобоя;
- английский рожок;
- два фагота

Струнные (continuo)
- два клавикорда;
- арфа;
- две лютни;
- два китарроне (или гитары);
- гитара;
- портативный орган ;
- три виолончели;
- два контрабаса

## Содержание
За год до начала действия Эгисф, потомок бога солнца Аполлона, вместе со своей возлюбленной Клори, захвачен пиратами на берегу моря на острове Делос. Они были разлучены и проданы в рабство. В то же время Климена, молодая женщина с Закинфа, была похищена пиратами в день своей свадьбы с Лидио. Она попала к тому же жестокому хозяину, что и Эгисф. Им удалось бежать, и Эгисф проводил Климену домой, на остров Закинф. Они пытаются найти своих возлюбленных. Эгисф и Климена ещё не знают, что пираты привезли Клори на Закинф, где она встретила и полюбила Лидио. Брат Климены, Гиппарх, также влюблен в Клори.
Место действия: Остров Закинф в Ионическом море. Время: весна. Деление на акты отражает изменение времени суток от рассвета одного дня до рассвета следующего (отсылка к происхождению Эгисфа, потомка бога солнца).

### Акт 1
Утро следующего дня после прибытия Эгисфа и Климены на остров Закинф. Появляется Лидио и зовёт свою возлюбленную — Клори. Он не замечает спящих Эгисфа и Климены.

### Акт 2
Полдень. Эгисф и Климена пытаются восстановить прежние отношения с Клори и Лидио, однако оба отвергнуты своими бывшими возлюбленными.

### Акт 3
Ночь. По проискам богов, люди на земле страдают: Лидио захвачен Иппархом, Эгисф сходит с ума. Клори проникается жалостью к Эгисфу и чувствует, что её былая любовь возвращается, но Эгисф не узнаёт её. Однако заканчивается всё хорошо: к Эгисфу возвращается рассудок, он признаёт Клори, они соединяются и возвращаются на Делос.

## Записи и постановки XX—XXI века
В новое время опера ставилась очень редко. По словам музыкального критика Оливье Рувье (фр. Olivier Rouvière (журнал Diapason)), это наиболее удачное и как нельзя более подходящее для постановки в настоящее время произведение Кавалли. Здесь композитор отходит от «римской кантаты» и выбирает новый стиль, когда на смену речитативу приходят мелодии, арии, дуэты и aria di mezzo.
Записи «Эгисфа» осуществлены в 1970 году на лейбле MRF (Morgan Recording Federation) (дирижёр Ренато Фазано) и в 1973 году на Eurodisc/Ariola (дирижёр Ханс Людвиг Хирш). Трактовка Хирша, по мнению Рувье, была весьма приблизительной. Опера была возобновлена 1 августа 1974 года в США (премьера в Опере Санта-Фе, дирижёр — Рэймонд Леппард, отредактировавший партитуру).
В 2012 году «Эгисф» был поставлен как копродукция Оперы Руана — Верхняя Нормандия и Театров Люксембурга режиссёром Бенжаменом Лазаром. Премьерные спектакли были даны в феврале 2012 года в Опера-Комик и Опере Руана. Дирижёр — Венсан Дюместр (ансамбль Le Poème harmonique). В ролях: Марк Мойон (Эгисф), Андерс Далин (Лидио), Клер Лефийатр (Клори), Изабель Дрюэ (Климена), Сирил Овити (Иппарх), Ана Квинтанс (Аврора, Амур), Лучиана Манчини (Дидона, Волюптия), Серж Губию (Ночь, Аполлон, Дема). Наиболее успешным в постановке Дюместра-Лазара было признано исполнение заглавной партии Марком Мойоном.